# Mathieu Perreault
Mathieu Perreault (* 5. Januar 1988 in Drummondville, Québec) ist ein ehemaliger kanadischer Eishockeyspieler, der im Verlauf seiner aktiven Karriere zwischen 2005 und 2022 unter anderem 759 Spiele für die Washington Capitals, Anaheim Ducks, Winnipeg Jets und Canadiens de Montréal in der National Hockey League (NHL) auf der Position des Centers bestritten hat. Seine größten Karriereerfolge feierte Perreault jedoch im Trikot der Hershey Bears aus der American Hockey League (AHL), mit denen er in den Jahren 2009 und 2010 den Calder Cup gewann.

## Karriere

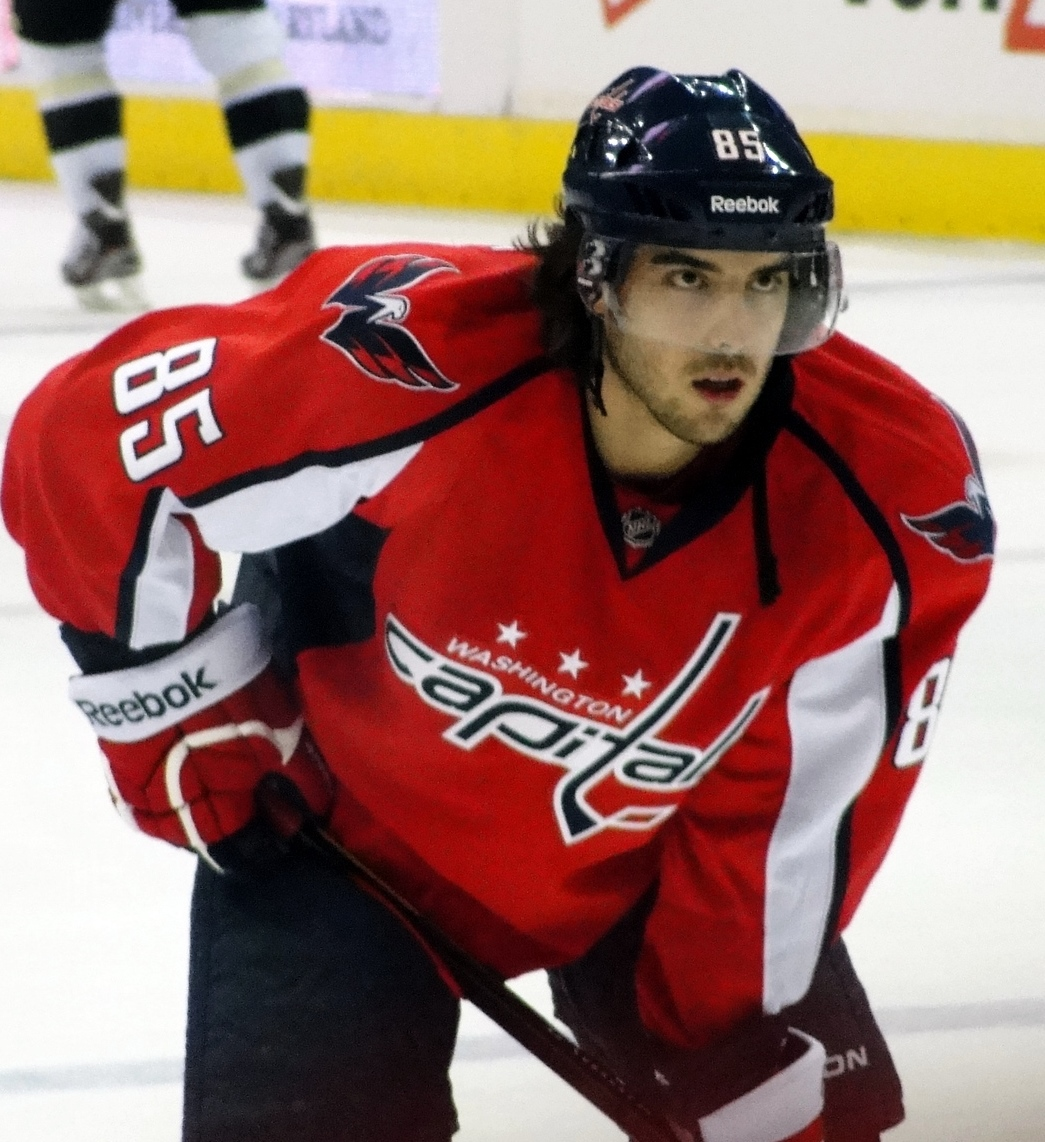
Perreault im Trikot der Washington Capitals

Mathieu Perreault spielte zunächst für die Magog Cantonniers in einer unterklassigen kanadischen Juniorenliga, bevor ihn die Titan d’Acadie-Bathurst im LHJMQ Entry Draft 2005 in der ersten Runde an zweiter Position selektierten. Für diese war der Stürmer von 2005 bis 2008 in der kanadischen Juniorenliga Ligue de hockey junior majeur du Québec (LHJMQ) aktiv. In diesem Zeitraum wurde er im NHL Entry Draft 2006 in der sechsten Runde als insgesamt 177. Spieler von den Washington Capitals ausgewählt. Besonders in der Saison 2006/07 konnte der Center auf sich aufmerksam machen, als er in insgesamt 79 Spielen 47 Tore erzielte und 86 Vorlagen gab. Für seine Leistung wurde er mit der Trophée Michel Brière als bester Spieler der LHJMQ ausgezeichnet.
Mit Washingtons Farmteam, den Hershey Bears aus der American Hockey League (AHL), gewann der Linksschütze in der Saison 2008/09 den Calder Cup, nachdem er bereits die Saison 2007/08 bei den Bears beendet hatte. In der Saison 2009/10 gab Perreault sein Debüt in der National Hockey League (NHL) für die Washington Capitals, spielte jedoch zunächst weiterhin parallel für die Hershey Bears in der AHL und gewann erneut den Calder Cup. Im Verlauf der Spielzeit 2010/11 etablierte sich der Mittelstürmer jedoch im NHL-Kader der Hauptstädter, ehe er im September 2013 im Tausch für John Mitchell und ein Viertrunden-Wahlrecht im NHL Entry Draft 2014 zu den Anaheim Ducks transferiert wurde. Zwischenzeitlich war er während des Lockouts zu Beginn der NHL-Saison 2012/13 für Helsingfors IFK in der finnischen SM-liiga aufgelaufen.
In Anaheim war Perreault in seinem letzten Vertragsjahr aktiv. Anfang Juli 2014 unterzeichnete er als Free Agent einen Dreijahresvertrag im Gesamtwert von neun Millionen US-Dollar bei den Winnipeg Jets. Bei den Jets verbrachte der Franko-Kanadier insgesamt sieben Spielzeiten, ehe er im Juli 2021 zu den Canadiens de Montréal wechselte. In Diensten der Canadiens verbrachte der Franko-Kanadier schließlich seine letzte NHL-Spielzeit, da er seine Karriere im September 2022 im Alter von 34 Jahren für beendet erklärte.

## Erfolge und Auszeichnungen
| - 2007 LHJMQ First All-Star Team - 2007 CHL Second All-Star Team - 2007 Trophée Michel Brière - 2008 Trophée Jean Béliveau | - 2008 LHJMQ Second All-Star Team - 2008 CHL Second All-Star Team - 2009 Calder-Cup-Gewinn mit den Hershey Bears - 2010 Calder-Cup-Gewinn mit den Hershey Bears |

## Karrierestatistik
(Legende zur Spielerstatistik: Sp oder GP = absolvierte Spiele; T oder G = erzielte Tore; V oder A = erzielte Assists; Pkt oder Pts = erzielte Scorerpunkte; SM oder PIM = erhaltene Strafminuten; +/− = Plus/Minus-Bilanz; PP = erzielte Überzahltore; SH = erzielte Unterzahltore; GW = erzielte Siegtore; 1 Play-downs/Relegation; Kursiv: Statistik nicht vollständig)